# نظریه ژنتیک انتخاب طبیعی
نظریه ژنتیکی انتخاب طبیعی کتابی نوشته رونالد فیشر است که ژنتیک مندلی را با نظریه انتخاب طبیعی چارلز داروین ترکیب می‌کند،  و فیشر نخستین کسی بود که استدلال کرد که «در نتیجه مندلیس داروینیسم را تأیید می‌کند»  و با توجه به آن اظهار داشت. به جهش‌هایی که «اکثر قریب به اتفاق جهش‌های بزرگ زیان‌آور هستند؛ جهش‌های کوچک هم بسیار شایع‌تر هستند و هم احتمال سودمندی بیشتری دارند»، بنابراین فرگشت هدفمند را رد می‌کند. نخستین بار در سال 1930 توسط The Clarendon Press منتشر شد، این یکی از مهم‌ترین کتاب‌های سنتز مدرن است،  و به تعریف ژنتیک جمعیت کمک کرد. معمولاً در کتاب‌های زیست‌شناسی ذکر می‌شود و مفاهیم بسیاری را که هنوز هم مهم تلقی می‌شوند، بیان می‌کند، مانند فرار فیشری ، اصل فیشر ، ارزش باروری ، قضیه اساسی فیشر در مورد انتخاب طبیعی ، مدل هندسی فیشر ، فرضیه پسر سکسی ، تقلید و تکامل چیرگی. شب‌ها به همسرش دیکته می‌شد که روزها در تحقیقات روتامستد کار می‌کرد.

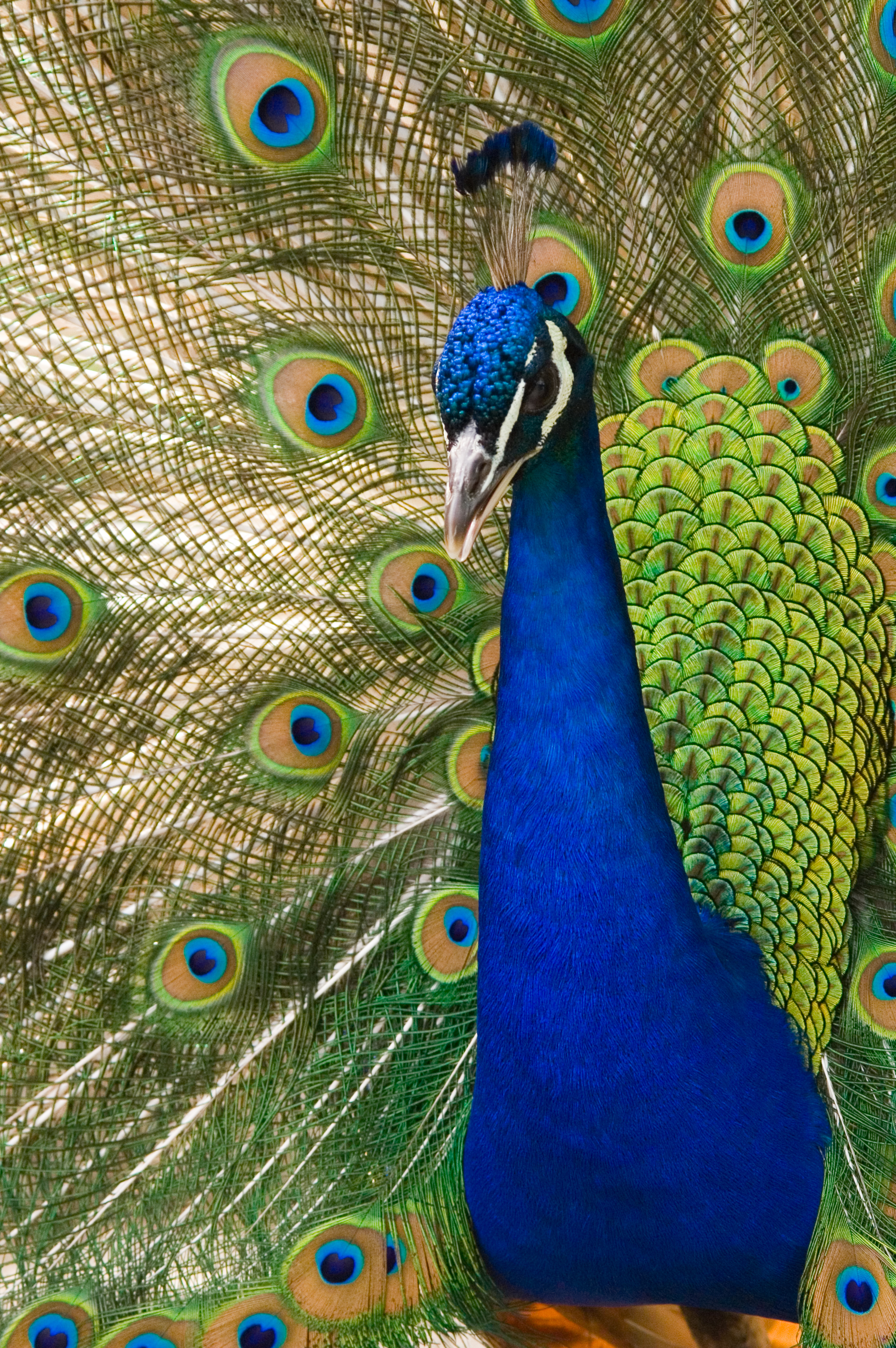
پوشش طاووس یک نمونه کلاسیک از فرضیه فرار فیشری است.